# Disashi Lumumba-Kasongo
Disashi Lumumba-Kasongo (...) è un chitarrista statunitense.

## Biografia
Disashi Lumumba-Kasongo è il chitarrista del gruppo di Alternative hip hop Gym Class Heroes.
Dopo aver farto parte di una punk band chiamata Earl's Garage, raggiunse i Gym Class Heroes nel 2004. Tra i suoi artisti preferiti ci sono Green Day, Red Hot Chili Peppers e Jimi Hendrix.